# Beroroha (district)
Beroroha is een district van Madagaskar in de regio Atsimo-Andrefana. Het district telt 43.310 inwoners (2011) en heeft een oppervlakte van 7.210 km², verdeeld over 8 gemeentes. De hoofdplaats is Beroroha.